# جولین دوراند (بازیکن فوتبال)
جولین دوراند (انگلیسی: Julien Durand؛ زادهٔ ۱۵ مارس ۱۹۸۳) بازیکن فوتبال اهل فرانسه است.